# 대한민국 민법 제594조
대한민국 민법 제554조는 환매의 실행에 대한 민법 채권법 조문이다.

## 조문
제594조(환매의 실행) ① 매도인은 기간내에 대금과 매매비용을 매수인에게 제공하지 아니하면 환매할 권리를 잃는다.
②매수인이나 전득자가 목적물에 대하여 비용을 지출한 때에는 매도인은 제203조의 규정에 의하여 이를 상환하여야 한다. 그러나 유익비에 대하여는 법원은 매도인의 청구에 의하여 상당한 상환기간을 허여할 수 있다.

第594條(還買의 實行) ① 賣渡人은 期間內에 代金과 賣買費用을 買受人에게 提供하지 아니하면 還買할 權利를 잃는다.
②買受人이나 轉得者가 目的物에 對하여 費用을 支出한 때에는 賣渡人은 第203條의 規定에 依하여 이를 償還하여야 한다. 그러나 有益費에 對하여는 法院은 賣渡人의 請求에 依하여 相當한 償還期間을 許與할 수 있다.

## 참고 문헌
- 오현수, 일본민법, 진원사, 2014. ISBN 978-89-6346-345-2
- 오세경, 대법전, 법전출판사, 2014 ISBN 978-89-262-1027-7
- 이준현, LOGOS 민법 조문판례집, 미래가치, 2015. ISBN 979-1-155-02086-9